# Shirin Tagab (huyện)
Shirin Tagab là một huyện thuộc tỉnh Faryab, Afghanistan. Dân số thời điểm năm 1999 là 64,958 người.